# Chiletur
Chiletur es un conjunto de guías turísticas chilenas, editadas por Copesa y distribuidas por Copec. Su primera edición fue publicada en 2009, reemplazando a la desaparecida guía Turistel, fundada por el arquitecto Jorge Sánchez Reyes y que comenzó a ser editada en 1985, realizada por la editorial Turiscom y distribuida por CTC y posteriormente Telefónica Chile. Anteriormente, entre 1982 y 1983 Sánchez había iniciado la publicación de mapas y guías turísticas bajo el nombre «Guía Bancosorno».
Anterior a la aparición de Chiletur, Copec ya poseía una larga trayectoria en la edición de mapas para automovilistas, publicándolos de manera ininterrumpida desde los años 1960. Sin embargo, Chiletur se convierte en la primera guía turística de la empresa petrolera, debido a que junto a los mapas también se incluyen propuestas de recorridos turísticos y guías de restaurantes y hoteles.

## Tomos
Hasta la edición de 2019, Chiletur se compone de 7 tomos, cada uno de ellos abocado a un tema o área geográfica específica:
- Zona norte: posee recorridos turísticos y descripciones de los atractivos ubicados entre Arica (Región de Arica y Parinacota) y La Ligua (Región de Valparaíso).
- Zona centro: presenta los atractivos turísticos que comprenden el área entre La Ligua (Región de Valparaíso) y Chillán (Región de Ñuble).
- Zona sur: abarca el área geográfica desde Chillán (Región de Ñuble) hasta el Territorio Antártico Chileno (Región de Magallanes y la Antártica Chilena).
- Rutas de Chile: consiste en una serie de mapas con las carreteras del país, planos de las principales ciudades, una guía sobre servicios de camping presentes en diversas localidades de Chile, y mapas de la red del Metro de Santiago y las autopistas urbanas de la capital (Autopista Central, Costanera Norte, Vespucio Norte Express y Autopista Vespucio Sur).
- Santiago turístico: incluye mapas y sugerencias de recorridos turísticos por Santiago de Chile, con listados de hoteles, restaurantes y destinos recomendados.
- Parques nacionales (antes denominado Turismo aventura): presenta recorridos sugeridos de aventura y deportes extremos. También presenta mapas y descripciones de los 53 parques nacionales pertenecientes al Sistema Nacional de Áreas Silvestres Protegidas del Estado (SNASPE).
- Trekking: presenta senderos y travesías en 20 destinos a lo largo de todo Chile para practicar trekking. Incluye mapas y recomendaciones técnicas para cada excursión.

En la edición de 2020, Chiletur reorganizó sus volúmenes, dejando los siguientes títulos:
- Norte: desde Arica y Parinacota hasta Los Vilos, Pichidangui e Illapel.
- Centro: fesde Papudo hasta Linares y Cobquecura.
- Sur: desde Chillán hasta Chiloé.
- Patagonia: desde Hornopirén hasta la Antártica.
- Chile: compilado de los cuatro tomos precedentes.
- Rutas: mapa de carreteras y destinos turísticos.
- Chile outdoor: turismo en exteriores, desarrollado por la editorial Ladera Sur.

### Cronología
| Tomo               | 2009 | 2010 | 2011 | 2012 | 2013 | 2014 | 2015 | 2016 | 2017 | 2018 | 2019 | 2020 | 2021/22 | 2023/24 |
| ------------------ | ---- | ---- | ---- | ---- | ---- | ---- | ---- | ---- | ---- | ---- | ---- | ---- | ------- | ------- |
| Rutas              | x    | x    | x    | x    | x    | x    | x    | x    | x    | x    | x    | x    | x       | x       |
| Norte              | x    | x    | x    | x    | x    | x    | x    | x    | x    | x    | x    | x    | x       | x       |
| Centro             | x    | x    | x    | x    | x    | x    | x    | x    | x    | x    | x    | x    | x       | x       |
| Sur                | x    | x    | x    | x    | x    | x    | x    | x    | x    | x    | x    | x    | x       | x       |
| Patagonia          |      |      |      |      |      |      |      |      |      |      |      | x    |         |         |
| Chile              |      |      |      |      |      |      |      |      |      |      |      | x    | x       | x       |
| Chile outdoor      |      |      |      |      |      |      |      |      |      |      |      | x    | x       |         |
| Parques nacionales | x    | x    | x    | x    | x    | x    |      |      | x    | x    | x    |      |         |         |
| Santiago turístico |      |      |      |      |      |      | x    | x    | x    | x    | x    |      |         |         |
| Trekking           |      |      |      |      |      |      | x    | x    | x    | x    | x    |      |         | x       |